# 常楽寺 (秩父市)
常楽寺（じょうらくじ）は、埼玉県秩父市にある曹洞宗の寺院で、山号は南石山と号する。
本尊真言：おん ろけい じばら きりく
御詠歌：つみとがも消えよと祈る坂ごおり 朝日はささで夕日かがやく

## 歴史
創建年代は不明である。当寺公式サイトでは、「常楽寺の歴史は古く、その始まりは鎌倉時代まで遡ります。」としており、1234年（文暦元年）の秩父札所の開設当初から存在していたものと推測される。
その後、1569年（永禄12年）の武田信玄の侵攻によって焼失したが、間もなく復興した。江戸時代は本堂だけでなく山門「仁王門」もあったという。仁王門を建てたのは「門海」という住職で、一時期病気になったが、本尊の十一面観音に祈ったことで、病気も快癒し仁王門建立の大願も果たしたという。
1878年（明治11年）の秩父大火で堂宇を焼失した。当寺は秩父札所唯一の天台宗の寺であったが、廃寺となってしまった。札所13番の慈眼寺（曹洞宗）はこの状況を見かねて、当寺を慈眼寺の境外仏堂として再建した。1979年（昭和54年）に慈眼寺から分離して独立の寺となった。

## 文化財
- 札所11番 南石山常楽寺（秩父市指定史跡 昭和40年1月25日指定）[5]

## 交通アクセス
- 秩父駅、御花畑駅、西武秩父駅より徒歩15分（約1km）
- 十番札所大慈寺より徒歩15分

## 前後の札所
秩父札所（江戸巡礼古道）
10 大慈寺 -- (1.0km)-- 11 常楽寺 -- (1.5km)-- 12 野坂寺